# Bavette

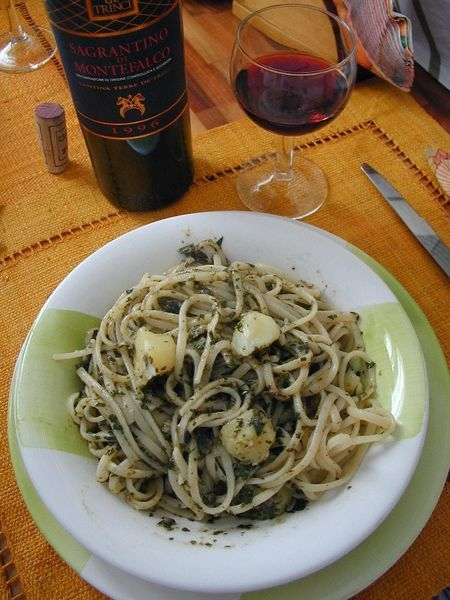
Bavette z pesto

Bavette – rodzaj włoskiego makaronu, podobnego do wąskiego tagliatelle (długie płaskie wstążki), jednak zazwyczaj o przekroju wypukłym. Przyrządzany z pszenicy durum i wody. Wywodzi się z Ligurii, zwłaszcza z Genui. Występuje przede wszystkim z sosami (np. pesto, sosy rybne) jako danie główne (pastasciutta). Bywa także dodatkiem do rosołu, rzadziej do owoców morza.
Odmiany bavette:
- najwęższe: bavettine, linguine („języczki”), lingue di passero („języki wróbli”), linguettine i tagliatelline[1],
- szersze: m.in. trenette i trinette[1],
- jeszcze szersze: fettucce romane, fettuccelle, fresine, tagliarelli, tagliatelle[1],
- najszersze: fettucce, fettuccine, lasagnette, pappardelle[1].

Tagliatelline oraz makarony z dwóch ostatnich podpunktów zaliczane są do bavette rzadko – są zupełnie płaskie na przekroju i w większości jajeczne. Nazwy bavette, linguine i trenette bywają stosowane wymiennie zależnie od regionu Włoch.